# 北条高広
北条 高広（きたじょう たかひろ）は、戦国時代の武将。越後国刈羽郡北条（新潟県柏崎市北条）の領主、北条城主。
娘に沼田朝憲室がいたと伝わるが、朝憲死去の年代から否定されている。

## 生涯

### 謙信時代の動向
大永4年（1524年）もしくは享禄3年（1530年）、北条氏の家督も務めていた安田氏の安田広春が没すると、北条氏は養子の北条高広、安田氏は養子の安田景元がそれぞれ継承した。
異説として、広春は北条氏・安田氏の庶流から上杉氏の奉行人に抜擢された「毛利（大江）五郎広春」であり、高広・景元とは系譜上無関係な存在（安田氏の娘婿であった可能性はある）と位置付けた上で、北条丹後守某の没後にその子であり若年の松若丸が家督を継いで先代の北条輔広（丹後守の父）が後見したが、この松若丸が天文3年（1534年）迄に元服して「高広」と称した、とする説がある。高広の菩提寺である専称寺には、輔広と高広が祖父と孫の間柄である記録はあるものの、同寺に共に寄進の記録がある広春と高広の関係を示す記録は存在していない。
高広は越後国の戦国大名である長尾氏に仕え、戦功を積んでいたが、天文23年（1554年）、長尾氏に敵対する甲斐国の武田信玄と通じ、居城の北条城において主君・長尾景虎（上杉謙信）に対し反乱を起こした。しかし翌年、長尾軍の反攻を受け高広は降伏した。その後は景虎に再び仕え、奉行として活躍した。
永禄6年（1563年）に上野厩橋城主に任命され、関東方面の政治や軍事を任された。高広が武将として優れていたのが窺える。永禄10年（1567年）、今度は北条氏康に通じて再び謙信に背く。この際、同姓で一族と紛らわしいため北条氏の側は高広の姓を「喜多条」と呼び区別した。高広側は元の姓である「毛利」を用いた。しかし翌年、上杉氏と後北条氏との間で越相同盟が結ばれ両勢力が和解した。宙に浮いた立場となった高広は北条氏政の仲介の下、再び上杉氏に帰参し、以後は厩橋城主として上杉氏に仕えた。
江戸初期成立の『加沢記』に拠れば、永禄12年（1569年）に上野国人・沼田氏で内紛が起こり高広の娘婿で沼田氏当主・朝憲が殺害された際、高広は沼田氏の家臣団の求めに応じ、朝憲の父の沼田顕泰（万鬼斎）とその子の沼田景義を会津に追放したとされる。しかし沼田氏内紛は上杉謙信が関東へ進出する以前とのことであり、沼田朝憲の室も当時の厩橋城主・厩橋長野氏出身と考証されている。高広と沼田氏は現在判明している史実において血縁関係ではない。

### 御館の乱
天正2年（1574年）に隠居し、家督を嫡男の景広に譲り、自身は大胡城へ入った。天正6年（1578年）、謙信が没すると出家し安芸入道芳林と号す。御館の乱に際し、子の景広と共に上杉景虎を支持する側となり、越後国内で上杉景勝と戦う。本拠の北条城などを落とされ景広は戦死。越後での勢力を失った高広は天正7年（1579年）8月、武田勝頼の傘下に入った。実父ともされる北条高定も、景勝に殺害されたと伝わる。

### 上州の動乱
天正10年（1582年）3月に武田氏が滅亡すると、高広は替わって武田領の大半を支配した織田氏（織田信長）の配下で関東方面を任された滝川一益に仕え、滝川に厩橋城を明け渡し、次男を人質として差し出した。だが直後の6月に織田信長が本能寺の変で横死したため、滝川一益は神流川の戦いを経て中央に帰還する。この際滝川は関東諸将の人質を無条件で返還しており、高広の次男も返されている。空白地となった上州は再度北条氏の支配下となり、高広もこれに一旦服属した。しかし同年12月沼田城の真田昌幸が北条氏を離反し上杉氏へ帰順したため、北条氏は真田氏および上杉氏に対し出兵を行い、周辺諸将に動員をかけるも、高広はこれを拒否して上杉氏に帰順。北条方である那波顕宗を攻めている。
上州の動きに対し北条氏も大軍を動かし、箕輪城を占拠した。この方面を任されていた北条氏邦だけでなく、当主である北条氏直まで出陣し、厩橋城を攻めたてた。高広は耐え切れず降伏、天正11年（1583年）9月に厩橋城は氏直の手に渡っている。
景広の死後、勝広が後継であったが、まもなく同名の「北条高広」が継承者となった。彼は上杉氏に帰参したものの、北条氏の越後国の本領を取り戻すことはできず没落した。

## 人物
高広は武将としての器量に優れ、「器量・骨幹、人に倍して無双の勇士」と謳われた（北越軍談）。事実、上杉軍団の行く所、彼の武名は大きく轟いたという。しかし一方で、家中一の粗忽の者で、主君の上杉謙信も気を揉むことが多かったとも伝わる。また、上述の経緯から、安田景元とは特に対立関係にあったようで、高広の謀反を謙信に報告したのは景元である。

## 系譜
北条氏は安芸国の毛利氏と同族であり、血筋の上では安芸毛利氏より正嫡である。その誇りからか、代々の当主は家祖・大江広元の広の字を用いている。なお、越後の毛利一族には安田氏がおり、刈羽郡北条領の隣は安田領であり、領地が接していた。
丸島和洋の説に拠ると、分家の善根北条氏出身の北条輔広が宗家の当主となり、その後を継いだ丹後守に先立たれたため、遺された遺児の松若丸（後の高広）を後見して天文2年（1533年）頃まで活動している。
なお、これまでの通説とされてきた毛利広春（五郎）は北条氏・安田氏の庶流から上杉氏の奉行人として、北条氏・安田氏とは別に新たに台頭してきた人物である。また、北条高定を高広の実父とする説があるが、史料からは高定は高広の従弟（輔広の孫）であった可能性も指摘されている。

## 旗指物・家紋
目立たぬよう、白地に熊蟻を一匹書いた物を使用したとされる。家紋は毛利家と同じ一文字三ツ星。

## 関連作品
- 天と地と（1969年、NHK大河ドラマ、演：和崎俊哉）
- 武田信玄（1988年、NHK大河ドラマ、演：西岡徳馬）
- 天と地と（1990年、演：南雲佑介）
- 天地人（2009年、NHK大河ドラマ、演：新井康弘）